# Klubi Sportiv Besa Kavajë
Il Klubi Sportiv Besa Kavajë, meglio noto come Besa Kavajë è una società calcistica con sede a Kavajë, in Albania.
Fondato nel 1925, oggi milita nella Kategoria e Parë, la seconda divisione del campionato albanese.

## Organico

### Rosa 2023-2024
Aggiornata al 1º agosto 2023.
| N. |                    | Ruolo | Calciatore     |
| -- | ------------------ | ----- | -------------- |
| 2  | Albania (bandiera) | D     | Skërdian Perja |
| 7  | Albania (bandiera) | C     | Ersi Kapo      |
| 11 | Albania (bandiera) | C     | Xheron Osma    |
| 12 | Albania (bandiera) | P     | Edmond Hoxha   |
| 13 | Albania (bandiera) | D     | Admir Bali     |
| 16 | Albania (bandiera) | P     | Armenis Kukaj  |
| 19 | Albania (bandiera) | C     | Joni Nurja     |
| 31 | Albania (bandiera) | P     | Myslim Ramilli |

| N. |                    | Ruolo | Calciatore        |
| -- | ------------------ | ----- | ----------------- |
|    | Albania (bandiera) | D     | Andrea Lila       |
|    | Albania (bandiera) | D     | Aleks Dhjari      |
|    | Kosovo (bandiera)  | C     | Mustafë Abdullahu |
|    | Albania (bandiera) | P     | Loris Haka        |
|    | Albania (bandiera) | C     | Ermir Spahiu      |
|    | Albania (bandiera) | C     | Arbri Pengu       |
|    | Albania (bandiera) | A     | Rabjon Goga       |
|    | Albania (bandiera) | A     | Angjelo Radovani  |

### Staff tecnico
- Allenatore:  Mirel Josa
- Vice-Allenatore: ?
- Team Manager: ?
- Preparatore dei portieri: ?
- Preparatore atletico: ?
- Medico sociale: ?

### Rose delle stagioni precedenti
- 2016-2017
- 2013-2014
- 2009-2010

## Cronistoria
- 1925 - Fondato come SK Adriatiku Kavajë
- 1930 - Rinominato SK Kavajë
- 1933 - Prima partecipazione alla Kategoria e parë
- 1935 - Rinominato KS Besa Kavajë
- 1950 - Rinominato Puna Kavajë
- 1958 - Rinominato ancora KS Besa Kavajë
- 1972 - Prima qualificazione alle coppe europee, Coppa delle Coppe 1972/73

## Palmarès

### Competizioni nazionali
- Coppa d'Albania: 2

2006-2007, 2009-2010
- Supercoppa d'Albania: 1

2010
- Kategoria e Parë: 4

1932, 1977-1978, 1985-1986, 2004-2005

### Altri piazzamenti
- Campionato albanese:

Secondo posto: 1945, 1958, 2007-2008, 2009-2010
Terzo posto: 1937, 1946, 1962-1963, 1963-1964, 1966-1967, 1973-1974, 1978-1979, 1992-1993
- Coppa d'Albania:

Finalista: 1961, 1962-1963, 1970-1971, 1971-1972, 1980-1981, 1991-1992
Semifinalista: 1957, 1958, 1964-1965, 2010-2011
- Supercoppa d'Albania:

Finalista: 2007
- Kategoria e Parë:

Secondo posto: 1999-2000, 2001-2002
- Coppa dei Balcani per club:

Finalista: 1971
Semifinalista: 1993-1994